# Dahmetal bei Briesen

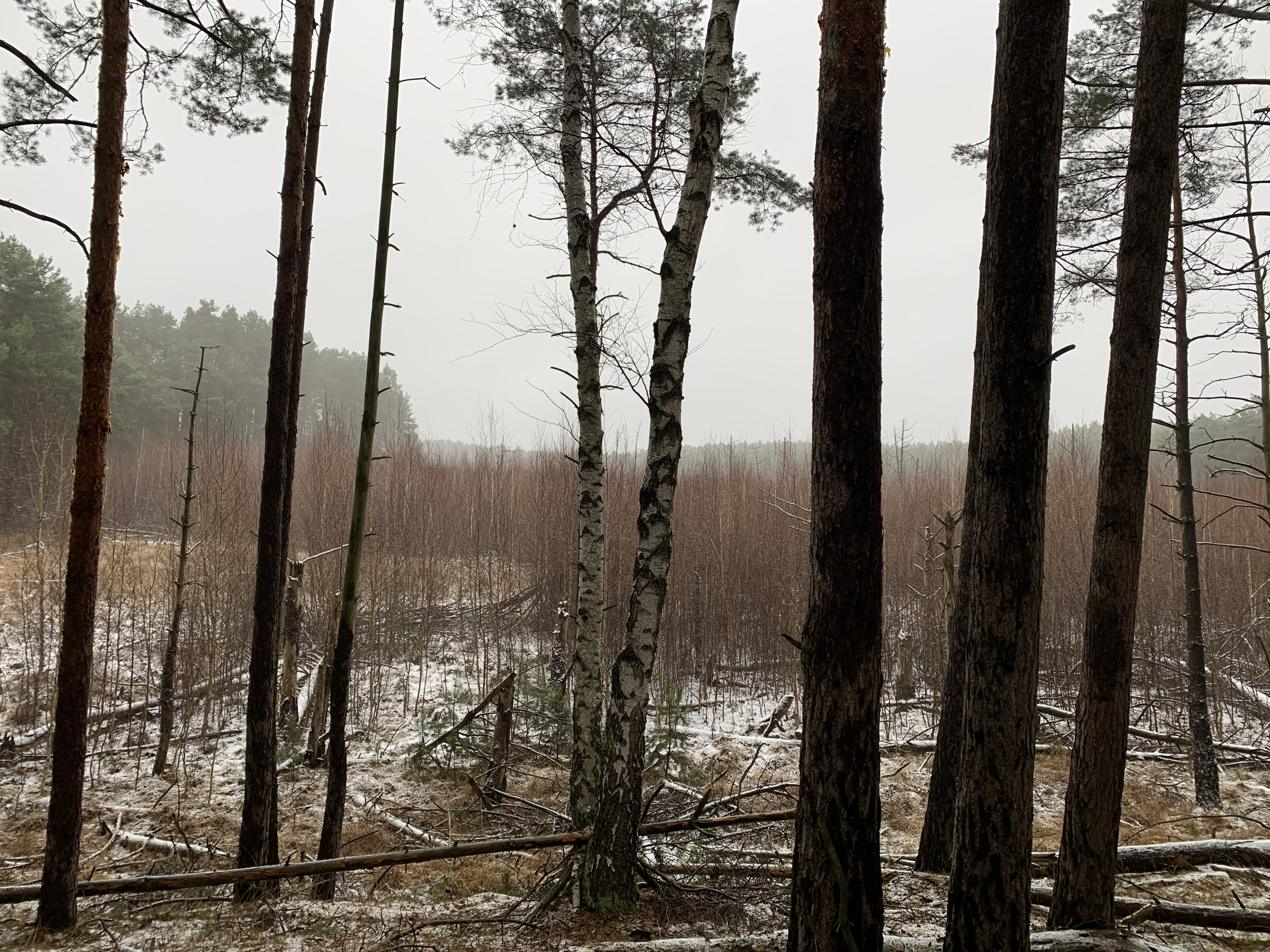
Dahmetal bei Briesen

Das Naturschutzgebiet Dahmetal bei Briesen liegt auf dem Gebiet der Gemeinden Halbe und Rietzneuendorf-Staakow im Landkreis Dahme-Spreewald in Brandenburg.
Das aus drei Teilflächen bestehende Gebiet mit der Kenn-Nummer 1257 wurde mit Verordnung vom 30. Juli 2008 unter Naturschutz gestellt. Das rund 424 ha große Naturschutzgebiet, erstreckt sich westlich von Briesen, einem Ortsteil von Halbe, entlang der Dahme, eines Nebenflusses der Spree. Westlich des Gebietes verläuft die A 13 und nördlich die Landesstraße L 74.